# Lussagnet (Pyrénées-Atlantiques)
Pour les articles homonymes, voir Lussagnet.
Lussagnet est une ancienne commune française du département des Pyrénées-Atlantiques. En 1833, la commune fusionne avec Lusson pour former la nouvelle commune de Lussagnet-Lusson.

## Géographie
Lussagnet est un village du Vic-Bilh, situé au nord-est du département et de Pau.

## Toponymie
Le toponyme Lussagnet apparaît sous les formes 
Lucenhet (XIIe siècle, d'après Pierre de Marca), 
Lusanhetum (1312, titres de Béarn), 
Lucinheg et Lusanhet (respectivement 1385 et 1402, censier de Béarn), 
Lussanhet (1482, titres de Béarn), 
Luxanet, Lusaulhet et Lusseignet (respectivement 1538, vers 1540 et 1682, réformation de Béarn).

## Histoire
En 1385, Lussagnet comptait huit feux et dépendait du bailliage de Lembeye.

## Démographie
| 1793 | 1800 | 1806 | 1821 |
| ---- | ---- | ---- | ---- |
| 151  | 147  | -    | 228  |

## Culture locale et patrimoine

### Patrimoine civil
Les vestiges d'un édifice fortifié du XIIe siècle, au lieu-dit Castet de Lussagnet, témoignent du passé ancien de la commune.

### Patrimoine religieux
L'église de l'Assomption-de-la-Bienheureuse-Vierge-Marie, dont la date de construction est incertaine, fut restaurée au XIXe siècle. Elle recèle du mobilier inscrit à l'Inventaire général du patrimoine culturel.

## Pour approfondir